# Grigory Margulis
Grigory Margulis (n. 24 februarie 1946, Moscova, RSFS Rusă, URSS) este un matematician laureat al Premiului Wolf pentru matematică în 2005 al Premiului Abel în 2020.